# Volte
Pour les articles homonymes, voir Volte (homonymie).

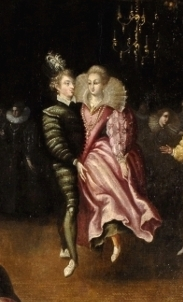
Danse de la volte durant la Renaissance

La volte est une danse à trois temps d'origine provençale. Vive et tournoyante, elle se danse en couple et le cavalier fait virevolter sa partenaire.

## Origine
La volte est une danse originaire de la Provence. Elle peut être dérivée de la gaillarde. Cette nouveauté déplut à la noblesse et au clergé de sa province d'origine. À tel point que le dernier jour de mars 1542, le Parlement de Provence prit un arrêt interdisant de danser la voulte sous peine du fouet.
Elle connut pourtant son apogée au milieu du XVIe siècle, après qu'elle a été introduite, en 1556, à la Cour de Henri II de France par François d'Agoult, comte de Sault. Gaston Vuillier rappelle ce fait dans un article publié dans le Corriere della Sera : « Henri II dansa la première valse à trois temps sous le nom de volte. ». Il est à noter que l'année même où elle faisait son apparition à la cour de France, parut à Paris chez la veuve d'Atteignant, les trois premiers livres de Gervaise comprenant des pièces jouées à la viole et, parmi elles, une volte

## Une danse révolutionnaire
La volte est une danse à trois temps où le cavalier prend sa partenaire par la taille afin de la faire virevolter. Elle se danse par couple sur la base de figures imposées (saut, port de la cavalière à bout de bras) et demande une très grande virtuosité. Avec son tempo rapide, elle est rattachée aux hautes danses, c'est-à-dire aux danses sautées. « C'est une danse par enlèvement par opposition aux danses basses jusque-là en usage. En effet pour la première fois le jeune homme enlaçait la jeune fille et elle fut donc jugée très osée. Le clergé frappa d'excommunication les jeunes gens qui osaient la danser. De plus, cette danse exigeait du danseur beaucoup de force et d'agilité pour faire volter sa danseuse, c'est-à-dire la faire tournoyer en l'air. ».

Volte dansée lors de la fête de la Saint-Valentin à Roquemaure
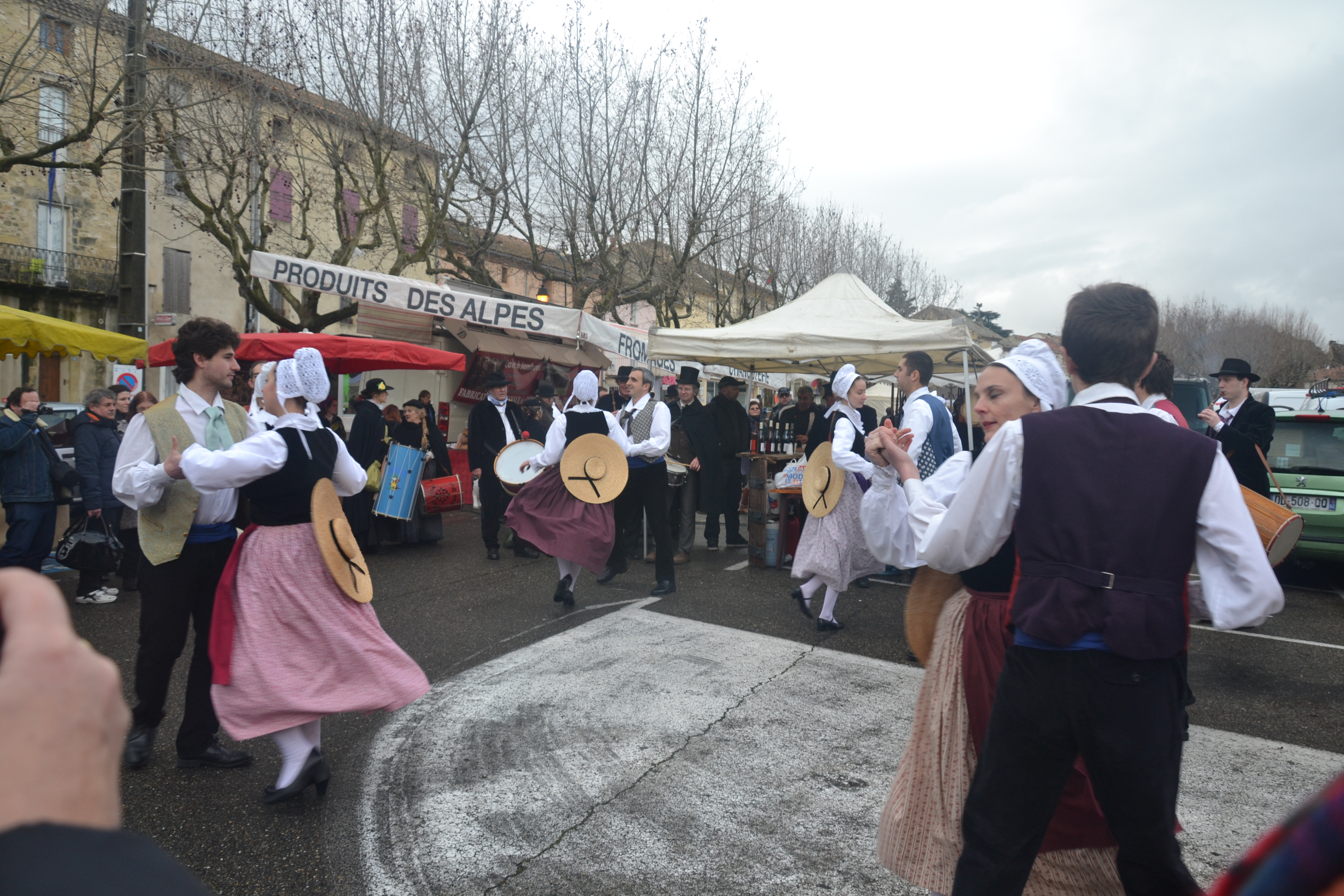
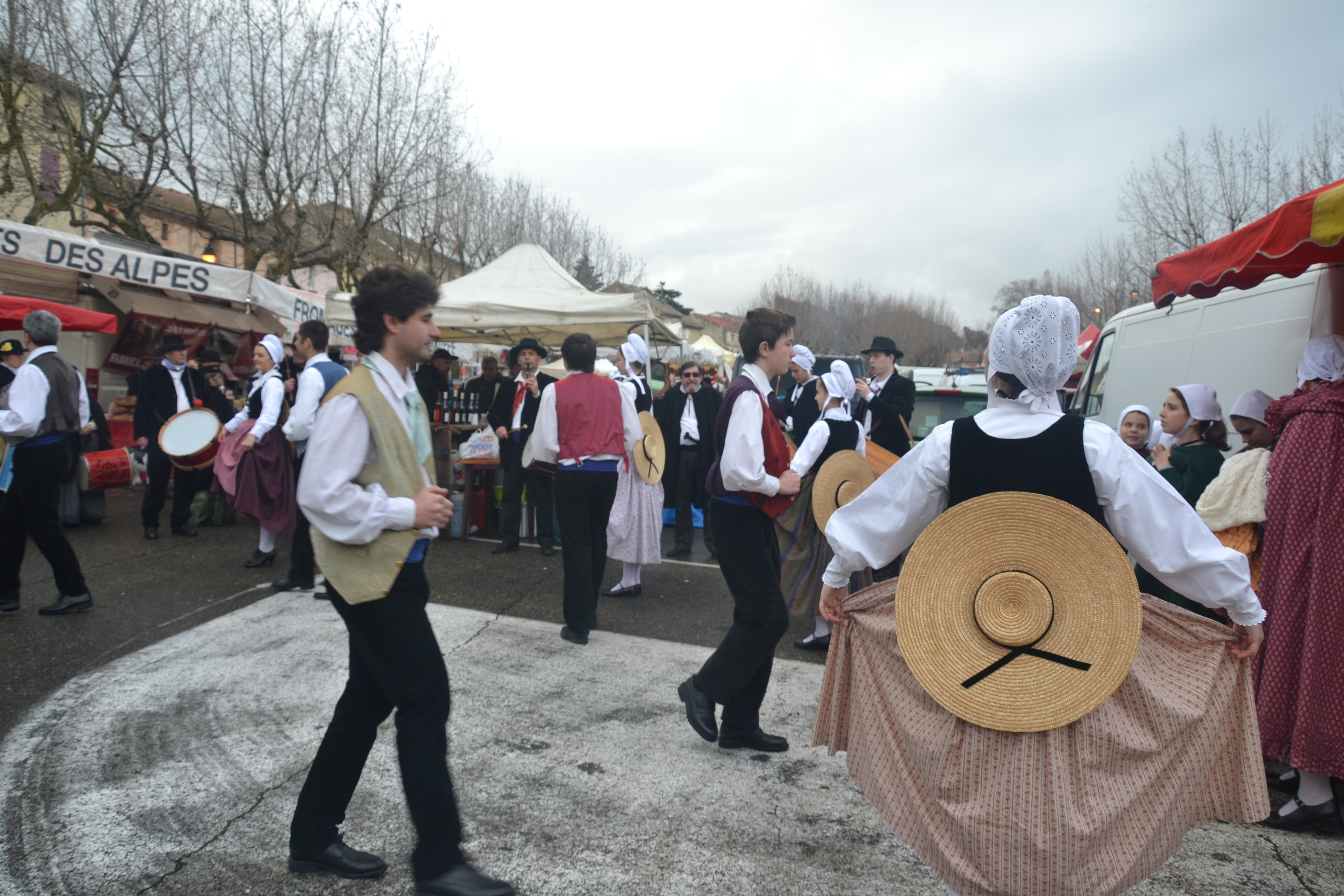
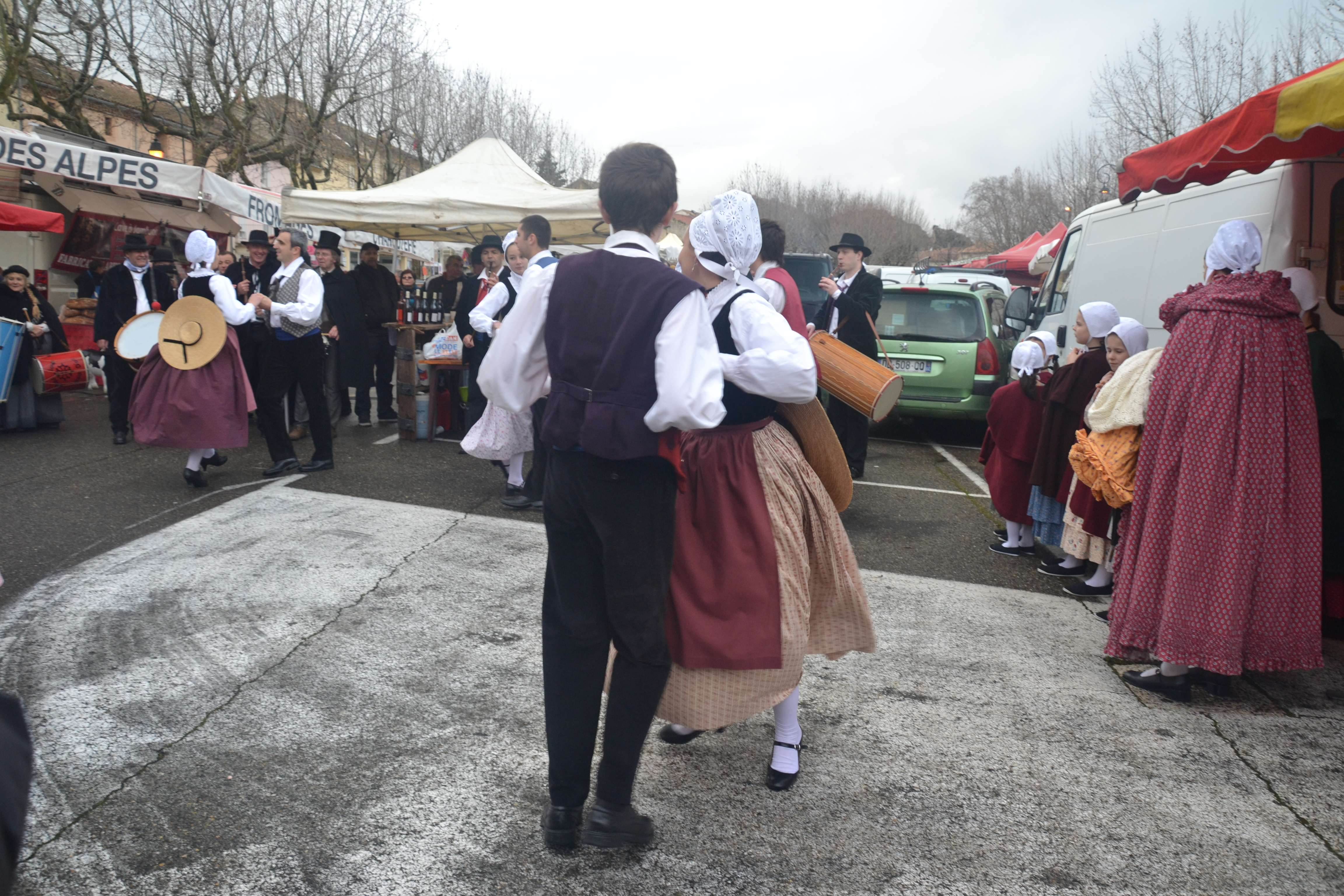
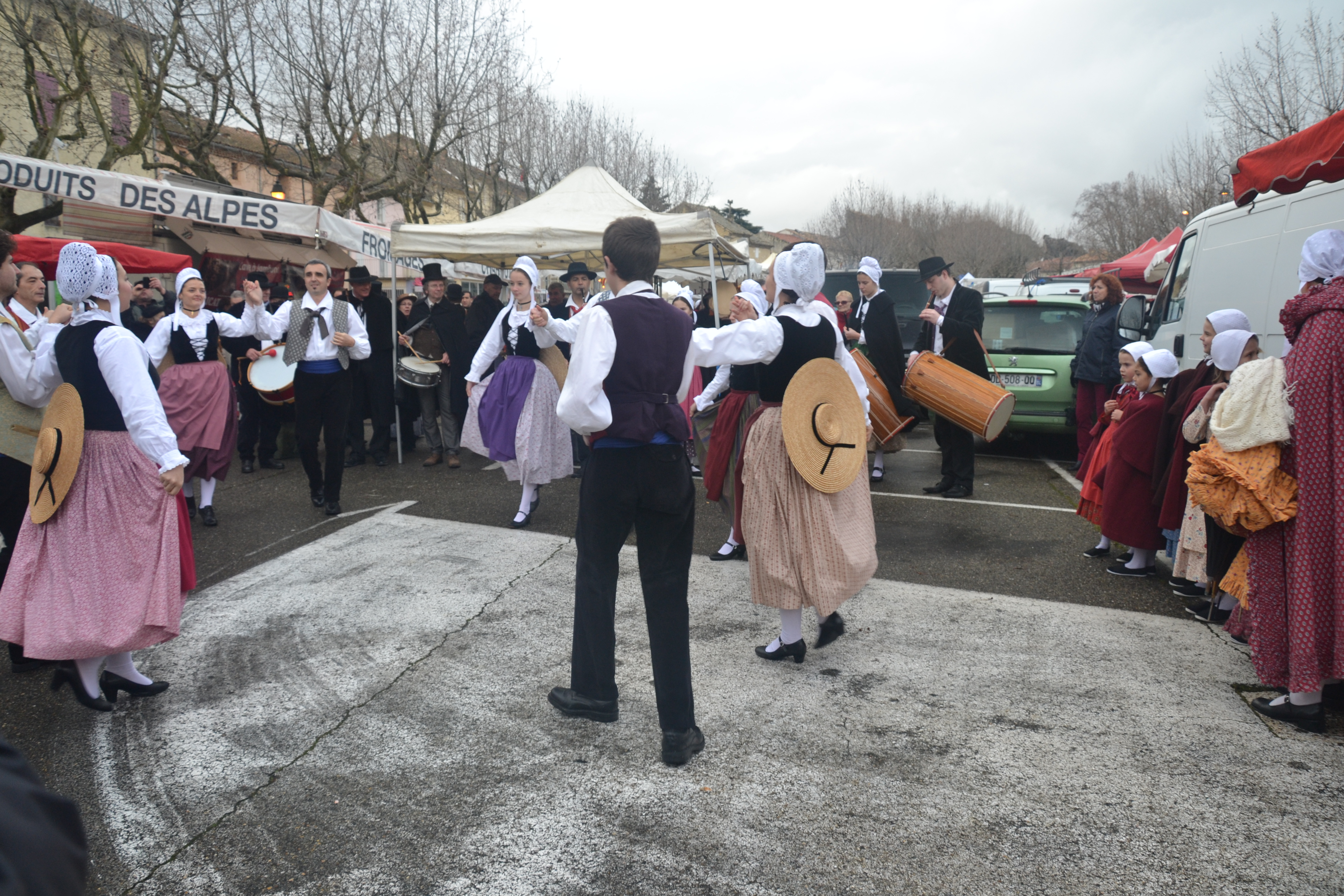

Pour deux raisons, c'est la danse révolutionnaire de la Renaissance. Tout d'abord, elle impose la danse en couple et, dans le même temps, c'est la première à imposer aussi le rythme ternaire dans les danses européennes, puisqu'elle conquit toute l'Europe jusqu'à l'Angleterre. Avec ce rythme, scandé avec des balancements et des tournoiements, la volte est considérée comme l'ancêtre de la valse,.

## Diffusion

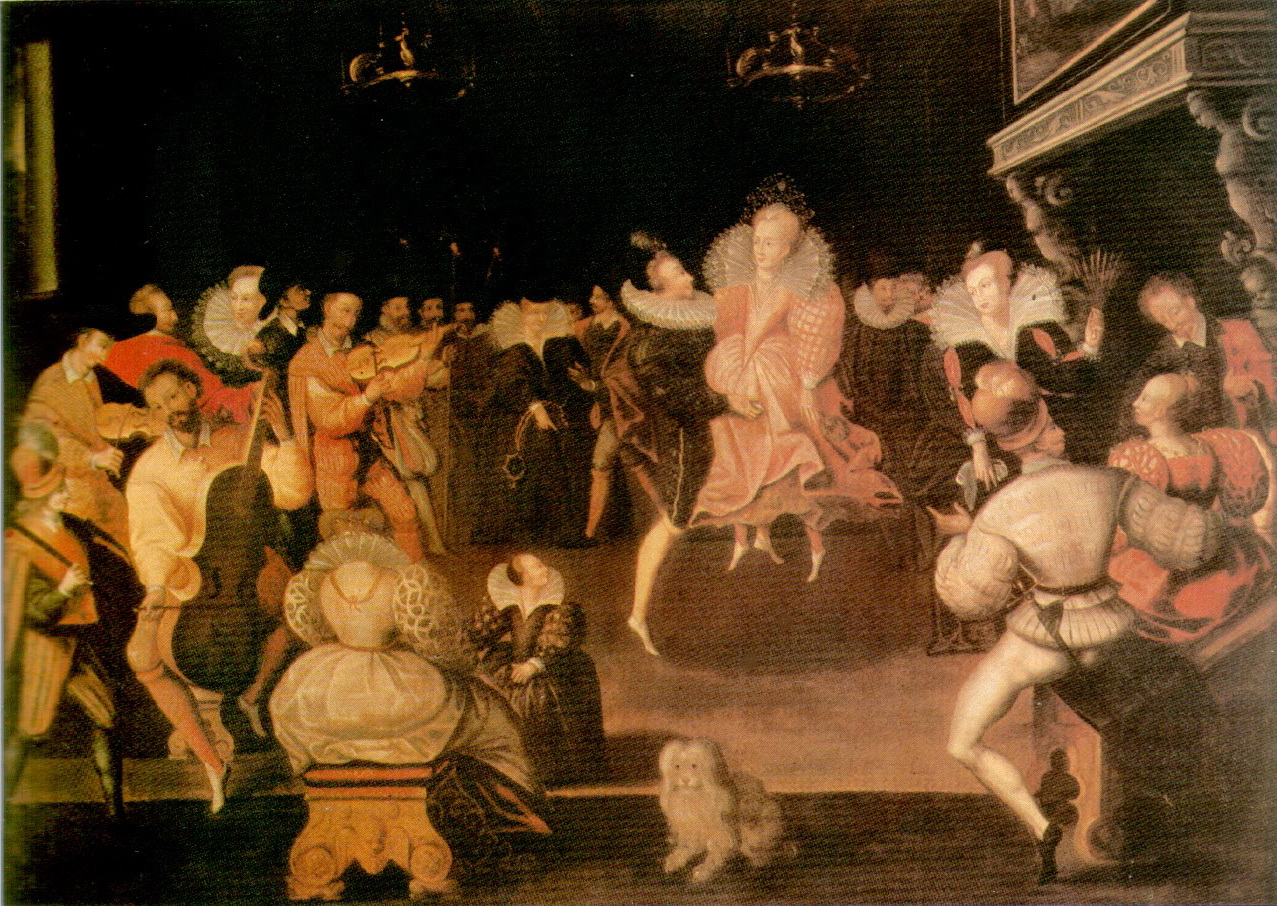
Danse de la Renaissance : la volte, peinture française (conservée à Penhurst Place, Kent) associée à tort à l'ère élisabéthaine.

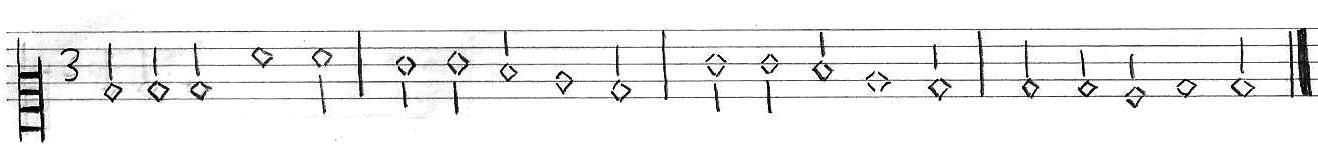
Partition en notation ancienne prise de l'Orchésographie d'Arbeau

Le Dictionnaire de Trévoux en donne cette définition : « Danse dans laquelle l'homme fait tourner plusieurs fois sa dame et l'aide à faire un saut ou cabriole en l'air. C'est une espèce de gaillarde qui se dansait comme le tordion sur une mesure ternaire et en tournant le corps. ».
Thoinot Arbeau la mentionne, en 1585, dans son Orchésographie, où il explique : « le pas de volte est un petit pas en sautant sur le pied gauche pour faire un pied en l'air droit, plus grand pas du droit, saut majeur et posture en pieds joints. ».
Elle fut en vogue dans toute l'Europe du XVIe siècle jusqu'au milieu du siècle suivant. Pratiquée tant à la cour qu'à la ville, répandue dans l'Italie du Cinquecento, la volte est décrite par Cesare Negri dans son traité Le gratie d'amore (1602) sous le nom de volta. Si elle continua à être vouée aux gémonies par les bien-pensants qui la jugeaient trop effrénée, en contrepartie, certains ne cachaient pas leur prédilection pour « cette danse qui autorisait, jupes soulevées, bien des spectacles réjouissants. ».